# Grønjord
Grønjord est une localité du comté de Troms, en Norvège.

## Géographie
Administrativement, Grønjord fait partie de la kommune de Lenvik.